# U-594 (tàu ngầm Đức)
U-594  là một tàu ngầm tấn công  Lớp Type VII thuộc phân lớp Type VIIC được Hải quân Đức Quốc Xã chế tạo trong Chiến tranh Thế giới thứ hai. Nhập biên chế năm 1941, nó đã thực hiện được sáu chuyến tuần tra và đánh chìm được hai tàu buôn với tổng tải trọng 14.390 GRT. Trong chuyến tuần tra cuối cùng, U-594 bị máy bay ném bom Lockheed Hudson của Không quân Hoàng gia Anh đánh chìm trong Đại Tây Dương ngoài khơi eo biển Gibraltar vào ngày 5 tháng 6, 1943.

## Thiết kế và chế tạo

### Thiết kế

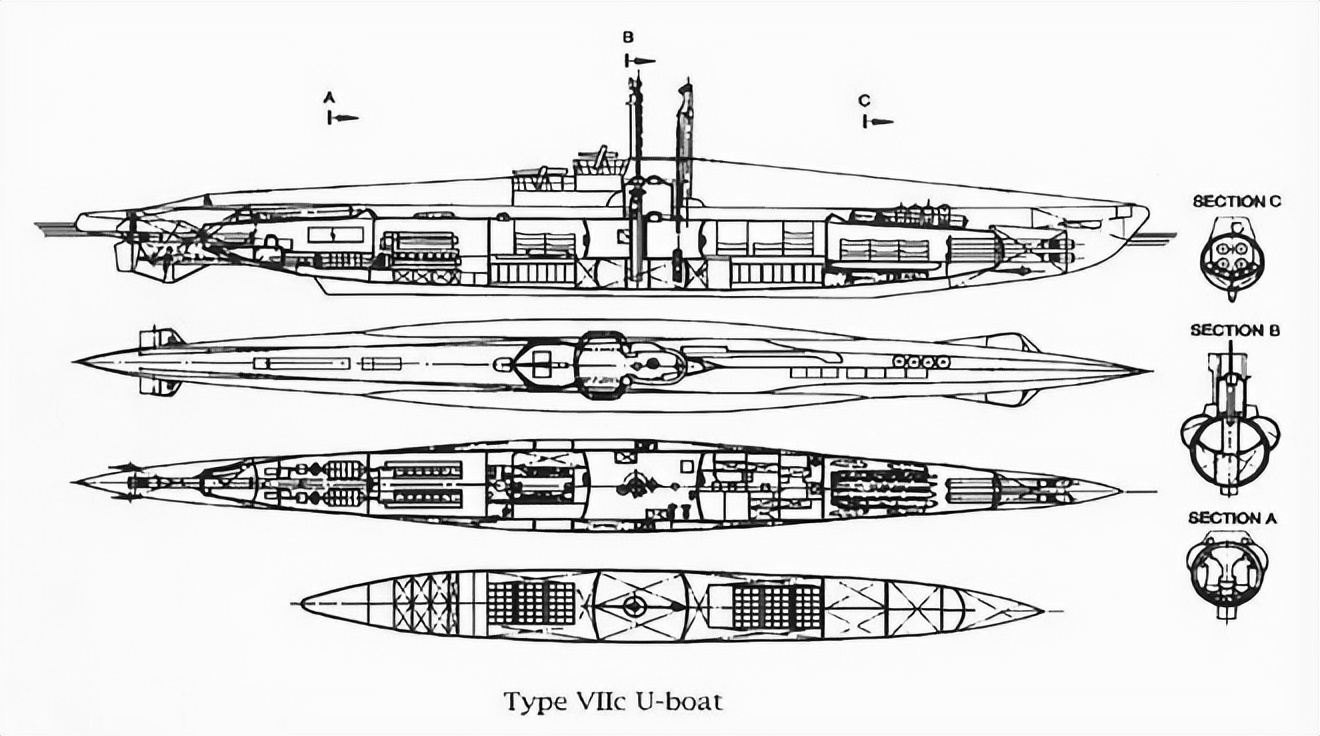
Sơ đồ các mặt cắt một tàu ngầm Type VIIC

Phân lớp VIIC của Tàu ngầm Type VII là một phiên bản VIIB được kéo dài thêm. Chúng có trọng lượng choán nước 769 t (757 tấn Anh) khi nổi và 871 t (857 tấn Anh) khi lặn). Con tàu có chiều dài chung 67,10 m (220 ft 2 in), lớp vỏ trong chịu áp lực dài 50,50 m (165 ft 8 in), mạn tàu rộng 6,20 m (20 ft 4 in), chiều cao 9,60 m (31 ft 6 in) và mớn nước 4,74 m (15 ft 7 in).
Chúng trang bị hai động cơ diesel Germaniawerft F46 siêu tăng áp 6-xy lanh 4 thì, tổng công suất 2.800–3.200 PS (2.100–2.400 kW; 2.800–3.200 bhp), dẫn động hai trục chân vịt đường kính 1,23 m (4,0 ft), cho phép đạt tốc độ tối đa 17,7 kn (32,8 km/h), và tầm hoạt động tối đa 8.500 nmi (15.700 km) khi đi tốc độ đường trường 10 kn (19 km/h). Khi đi ngầm dưới nước, chúng sử dụng hai động cơ/máy phát điện Garbe, Lahmeyer & Co. RP 137/c  tổng công suất 750 PS (550 kW; 740 shp). Tốc độ tối đa khi lặn là 7,6 kn (14,1 km/h), và tầm hoạt động 80 nmi (150 km) ở tốc độ 4 kn (7,4 km/h). Con tàu có khả năng lặn sâu đến 230 m (750 ft).
Vũ khí trang bị có năm ống phóng ngư lôi 53,3 cm (21 in), bao gồm bốn ống trước mũi và một ống phía đuôi, và mang theo tổng cộng 14 quả ngư lôi, hoặc tối đa 22 quả thủy lôi TMA, hoặc 33 quả TMB. Tàu ngầm Type VIIC bố trí một hải pháo 8,8 cm SK C/35 cùng một pháo phòng không 2 cm (0,79 in) trên boong tàu. Thủy thủ đoàn bao gồm 4 sĩ quan và 40-56 thủy thủ.

### Chế tạo
U-594 được đặt hàng vào ngày 16 tháng 1, 1940, và được đặt lườn tại xưởng tàu của hãng Blohm & Voss ở Hamburg vào ngày 17 tháng 12, 1940. Nó được hạ thủy vào ngày 3 tháng 9, 1941, và nhập biên chế cùng Hải quân Đức Quốc Xã vào ngày 30 tháng 10, 1941 dưới quyền chỉ huy của Hạm trưởng, Đại úy Hải quân Dietrich Hoffmann.

## Lịch sử hoạt động

### 1942
Sau khi hoàn tất việc huấn luyện trong thành phần Chi hạm đội U-boat 8, U-594 được điều sang Chi hạm đội U-boat 7 từ ngày 1 tháng 3, 1942 để hoạt động trên tuyến đầu cho đến khi bị mất.

#### Chuyến tuần tra thứ nhất
U-594 khởi hành từ cảng Kiel, Đức vào ngày 14 tháng 3, 1942 cho chuyến tuần tra đầu tiên trong chiến tranh. Nó đã tiến ra Bắc Hải, rồi băng qua khe GI-UK giữa các quần đảo Shetland và Faroe để vòng qua quần đảo Anh và hoạt động tại vùng biển Bắc Đại Tây Dương về phía Tây Ireland (Khu vực Tiếp cận phía Tây). Chiếc U-boat kết thúc chuyến tuần tra khi đi đến cảng St. Nazaire bên bờ Đại Tây Dương của Pháp đã bị Đức chiếm đóng vào ngày 30 tháng 3. St. Nazaire trở thành căn cứ hoạt động chính của chiếc tàu ngầm cho đến khi nó bị mất.

#### Chuyến tuần tra thứ hai
U-594 xuất phát từ cảng St. Nazaire vào ngày 11 tháng 4 cho chuyến tuần tra thứ hai, và đã băng qua suốt Đại Tây Dương để hoạt động tại vùng biển Caribe trong khuôn khổ Chiến dịch Paukenschlag (tiếng Anh: Chiến dịch Drumbeat). Nó không đánh chìm được mục tiêu nào, nên kết thúc chuyến tuần tra và quay trở về St. Nazaire vào ngày 25 tháng 6.

#### Chuyến tuần tra thứ ba
U-594 bắt đầu chuyến tuần tra tiếp theo khi rời cảng St. Nazaire vào ngày 4 tháng 8 và hướng ra Đại Tây Dương. Chỉ hai ngày sau đó, lúc còn đang di chuyển trong vịnh Biscay, nó bị một máy bay ném bom Armstrong Whitworth Whitley thuộc Liên đội 502 Không quân Hoàng gia Anh thả sáu quả mìn sâu tấn công, nhưng chiếc tàu ngầm đã không bị hư hại.
Ở giữa Bắc Đại Tây Dương vào ngày 13 tháng 9, nó phóng một loạt ba quả ngư lôi tấn công chiếc tàu buôn Hoa Kỳ mang cờ Panama Stone Street 6.131 GRT, vốn bị rơi lại phía sau Đoàn tàu ON-127 do gặp trục trặc nồi hơi. Một quả ngư lôi trúng đích đã đánh chìm Stone Street, và thuyền trưởng của nó bị U-594 bắt giữ như tù binh chiến tranh.
Chiếc U-boat kết thúc chuyến tuần tra và quay trở về St. Nazaire vào ngày 28 tháng 9.

### 1943

#### Chuyến tuần tra thứ tư
U-594 lại khởi hành từ cảng St. Nazaire vào ngày 30 tháng 12, 1943 cho chuyến tuần tra thứ tư, và đã hoạt động tại vùng biển Bắc Đại Tây Dương về phía Đông Nam Greenland và phía Đông Newfoundland, Canada. Vào ngày 26 tháng 1, 1944, chiếc tàu ngầm dùng ngư lôi tấn công nhưng bị trượt, nên đã dùng hải pháo đánh chìm phần mũi chiếc Kollbjørg 8.259 GRT; chiếc tàu chở dầu Na Uy này đã bị vỡ làm đôi khi trải qua một cơn bão hai ngày trước đó, và phần mũi đã bị lật úp sau khi trúng ngư lôi từ tàu ngầm U-607, trước khi bị U-594 kết liễu. Chiếc tàu ngầm quay trở về St. Nazaire vào ngày 18 tháng 2.

#### Chuyến tuần tra thứ năm
Chuyến tuần tra thứ năm của U-594, diễn ra từ ngày 23 tháng 3 đến ngày 14 tháng 4, được tiến hành tại khu vực Trung tâm Bắc Đại Tây Dương. Ở vị trí về phía Tây Nam Iceland vào ngày 6 tháng 4, nó bị một máy bay ném bom B-24 Liberator thuộc Liên đội 120 Không quân Hoàng gia Anh thả bốn quả mìn sâu tấn công, và bị hư hại nghiêm trọng, nên buộc phải kết thúc chuyến tuần tra và quay trở về căn cứ.

#### Chuyến tuần tra thứ sáu – Bị mất
Rời cảng St. Nazaire vào ngày 23 tháng 5 cho chuyến tuần tra thứ sáu, cũng là chuyến cuối cùng, U-594 hoạt động tại vùng biển Đại Tây Dương ngoài khơi Bồ Đào Nha. Ở vị trí về phía Tây vịnh Biscay vào ngày 27 tháng 5, trong khi theo dõi Đoàn tàu SL 129, nó bị một máy bay ném bom B-24 Liberator thuộc Liên đội 224 Không quân Hoàng gia Anh (RAF) thả mìn sâu tấn công, nhưng không trúng đích. Sang ngày hôm sau 28 tháng 5, nó lại bị một máy bay ném bom Handley Page Halifax  thuộc Liên đội 502 RAF bắn phá và ném bom, nhưng một lần nữa chiếc U-boat thoát được mà không bị hư hại.
Đến ngày 4 tháng 6, trong Đại Tây Dương về phía Tây eo biển Gibraltar, U-594 tiếp tục bị một máy bay ném bom Lockheed Hudson thuộc Liên đội 48 RAF tấn công bằng rocket, nhưng không gây hư hại gì cho chiếc U-boat, nhưng một số nguồn trước đây cho rằng đây là nguyên nhân U-594 bị mất. Sang ngày hôm sau 5 tháng 6, chiếc U-boat bị một máy bay Hudson cùng thuộc Liên đội 48 RAF đánh chìm bằng mìn sâu tại tọa độ 35°55′B 09°25′T / 35,917°B 9,417°T. Toàn bộ 50 thành viên thủy thủ đoàn của U-594 đều đã tử trận.

### "Bầy sói" tham gia
U-594 từng tham gia sáu bầy sói:
- Blücher (14 – 28 tháng 8, 1942)
- Stier (29 tháng 8, – 2 tháng 9, 1942)
- Vorwärts (2 – 17 tháng 9, 1942)
- Jaguar (10 – 31 tháng 1, 1943)
- Pfeil (1 – 9 tháng 2, 1943)
- Löwenherz (1 – 10 tháng 4, 1943)

### Tóm tắt chiến công
U-594 đã đánh chìm được hai tàu buôn có tổng tải trọng 14.390 GRT :
| Ngày             | Tên tàu      | Quốc tịch | Tải trọng | Số phận      |
| ---------------- | ------------ | --------- | --------- | ------------ |
| 13 tháng 9, 1942 | Stone Street | Panama    | 6.131     | Bị đánh chìm |
| 26 tháng 1, 1943 | Kollbjørg    | Norway    | 8.259     | Bị đánh chìm |